# Бальмоль
Бальмоль (кат. Vallmoll) - місто, розташоване в Автономній області Каталонія в Іспанії. 
Знаходиться у районі (кумарці) Ал Камп провінції Таррагона, згідно з новою адміністративною реформою перебуватиме у складі баґарії Камп да Таррагона.

## Населення
Населення міста (у 2007 р.) становить 1 529 осіб (з них менше 14 років - 13,3%, від 15 до 64 - 72,4%, понад 65 років - 
14,3%). У 2006 р. народжуваність склала 10 осіб, смертність - 12 осіб, приріст населення склав 7
осіб. У 2001 р. активне населення становило 679 осіб, з них безробітних - 45 осіб. 

Серед осіб, які проживали на території міста у 2001 р., 933 осіб народилися в Каталонії (з них
485 осіб у тому самому районі, або кумарці), 315 осіб приїхало з інших областей Іспанії, а 44 осіб приїхало з-за кордону. 

Університетську освіту має 8,3
% усього населення. 

У 2001 р. нараховувалося 447 домогосподарств (з них 18,6% складалися з однієї особи, 26,4% з двох осіб,
19,2% з 3 осіб, 24,2% з 4 осіб, 8,3% з 5 осіб, 2,7
% з 6 осіб, 0,4% з 7 осіб, 0% з 8 осіб і 0,2% з 9 і більше осіб).

Активне населення міста у 2001 р. працювало у таких сферах діяльності : у сільському господорстві - 5,4%, у промисловості - 36,1%, на будівництві - 16,7% і у сфері обслуговування -
41,8%. 

 У муніципалітеті або у власному районі (кумарці) працює 485 осіб, поза районом - 362 осіб. 

### Безробіття
У 2007 р. нараховувалося 44 безробітних (у 2006 р. - 40 безробітних), з них чоловіки становили 43,2%, а жінки -
56,8%.

## Економіка

### Підприємства міста

#### Промислові підприємства
| \| Промислові підприємства міста, за сферою діяльності \| Промислові підприємства міста, за сферою діяльності \| Промислові підприємства міста, за сферою діяльності \| \| Рік \| 2002 р. \| 2001 р. \| \| --------------------------------------------------- \| --------------------------------------------------- \| --------------------------------------------------- \| \| Енергетичні та водні ресурси \| 0,0% \| 0,0% \| \| Хімія та метали \| 9,5% \| 5,0% \| \| Переробка металів \| 42,9% \| 35,0% \| \| Продукти харчування \| 9,5% \| 15,0% \| \| Текстиль \| 9,5% \| 15,0% \| \| Виробництво меблів, видання \| 23,8% \| 20,0% \| \| Інше \| 4,8% \| 10,0% \| \| Усього підприємств \| 21 \| 20 \| |         |         |
| Промислові підприємства міста, за сферою діяльності |         |         |
| Рік | 2002 р. | 2001 р. |
| Енергетичні та водні ресурси | 0,0%    | 0,0%    |
| Хімія та метали | 9,5%    | 5,0%    |
| Переробка металів | 42,9%   | 35,0%   |
| Продукти харчування | 9,5%    | 15,0%   |
| Текстиль | 9,5%    | 15,0%   |
| Виробництво меблів, видання | 23,8%   | 20,0%   |
| Інше | 4,8%    | 10,0%   |
| Усього підприємств | 21      | 20      |

#### Роздрібна торгівля
| \| Підприємства роздрібної торгівлі міста, за сферою діяльності \| Підприємства роздрібної торгівлі міста, за сферою діяльності \| Підприємства роздрібної торгівлі міста, за сферою діяльності \| \| Рік \| 2002 р. \| 2001 р. \| \| ------------------------------------------------------------ \| ------------------------------------------------------------ \| ------------------------------------------------------------ \| \| Продукти харчування \| 44,4% \| 44,4% \| \| Одяг та взуття \| 0,0% \| 0,0% \| \| Товари для дому \| 11,1% \| 11,1% \| \| Книги та періодичні видання \| 0,0% \| 0,0% \| \| Промислова хімічна продукція \| 22,2% \| 22,2% \| \| Продукція, пов'язана з транспортними засобами \| 0,0% \| 0,0% \| \| Інше \| 22,2% \| 22,2% \| \| Усього підприємств \| 9 \| 9 \| |         |         |
| Підприємства роздрібної торгівлі міста, за сферою діяльності |         |         |
| Рік | 2002 р. | 2001 р. |
| Продукти харчування | 44,4%   | 44,4%   |
| Одяг та взуття | 0,0%    | 0,0%    |
| Товари для дому | 11,1%   | 11,1%   |
| Книги та періодичні видання | 0,0%    | 0,0%    |
| Промислова хімічна продукція | 22,2%   | 22,2%   |
| Продукція, пов'язана з транспортними засобами | 0,0%    | 0,0%    |
| Інше | 22,2%   | 22,2%   |
| Усього підприємств | 9       | 9       |

#### Сфера послуг
| \| Підприємства міста, що працюють у сфері послуг, за діяльністю \| Підприємства міста, що працюють у сфері послуг, за діяльністю \| Підприємства міста, що працюють у сфері послуг, за діяльністю \| \| Рік \| 2002 р. \| 2001 р. \| \| ------------------------------------------------------------- \| ------------------------------------------------------------- \| ------------------------------------------------------------- \| \| Гуртова торгівля \| 23,7% \| 22,9% \| \| Готелі та готельний бізнес \| 18,4% \| 22,9% \| \| Транспорт та зв'язок \| 31,6% \| 31,4% \| \| Посередницькі фінансові послуги \| 5,3% \| 5,7% \| \| Послуги підприємствам \| 7,9% \| 5,7% \| \| Послуги фізичним особам \| 10,5% \| 8,6% \| \| Нерухомість та ін. \| 2,6% \| 2,9% \| \| Усього підприємств \| 38 \| 35 \| |         |         |
| Підприємства міста, що працюють у сфері послуг, за діяльністю |         |         |
| Рік | 2002 р. | 2001 р. |
| Гуртова торгівля | 23,7%   | 22,9%   |
| Готелі та готельний бізнес | 18,4%   | 22,9%   |
| Транспорт та зв'язок | 31,6%   | 31,4%   |
| Посередницькі фінансові послуги | 5,3%    | 5,7%    |
| Послуги підприємствам | 7,9%    | 5,7%    |
| Послуги фізичним особам | 10,5%   | 8,6%    |
| Нерухомість та ін. | 2,6%    | 2,9%    |
| Усього підприємств | 38      | 35      |

## Житловий фонд
У 2001 р. 2% усіх родин (домогосподарств) мали житло метражем до 59 м², 20,1% - від 60 до 89 м², 41,6% - від 90 до 119 м² і
36,2% - понад 120 м².

З усіх будівель у 2001 р. 67,2% було одноповерховими, 27,7% - двоповерховими, 4,3
% - триповерховими, 0,7% - чотириповерховими, 0,1% - п'ятиповерховими, 0% - шестиповерховими,
0% - семиповерховими, 0% - з вісьмома та більше поверхами.

## Автопарк
| \| Автомобілі, зареєстровані у місті, за призначенням \| Автомобілі, зареєстровані у місті, за призначенням \| Автомобілі, зареєстровані у місті, за призначенням \| \| Рік \| 2006 р. \| 2005 р. \| \| -------------------------------------------------- \| -------------------------------------------------- \| -------------------------------------------------- \| \| Приватні автомобілі \| 60,0% \| 61,4% \| \| Мотоцикли \| 10,3% \| 8,6% \| \| Вантажівки \| 23,9% \| 24,8% \| \| Трактори \| 0,9% \| 0,8% \| \| Автобуси та ін. \| 4,9% \| 4,5% \| \| Усього автомобілів \| 1.377 шт. \| 1.324 шт. \| |           |           |
| Автомобілі, зареєстровані у місті, за призначенням |           |           |
| Рік | 2006 р.   | 2005 р.   |
| Приватні автомобілі | 60,0%     | 61,4%     |
| Мотоцикли | 10,3%     | 8,6%      |
| Вантажівки | 23,9%     | 24,8%     |
| Трактори | 0,9%      | 0,8%      |
| Автобуси та ін. | 4,9%      | 4,5%      |
| Усього автомобілів | 1.377 шт. | 1.324 шт. |

## Вживання каталанської мови
У 2001 р. каталанську мову у місті розуміли 97% усього населення (у 1996 р. - 98,7%), вміли говорити нею 83,1% (у 1996 р. - 
84,6%), вміли читати 80,1% (у 1996 р. - 76,9%), вміли писати 62,8
% (у 1996 р. - 50,8%). Не розуміли каталанської мови 3%.

## Політичні уподобання
У виборах до Парламенту Каталонії у 2006 р. взяло участь 665 осіб (у 2003 р. - 705 осіб). Голоси за політичні сили розподілилися таким чином:
| \| Вибори до Парламенту Каталонії \| Вибори до Парламенту Каталонії \| Вибори до Парламенту Каталонії \| \| Рік \| 2006 р. \| 2003 р. \| \| -------------------------------------- \| ------------------------------ \| ------------------------------ \| \| Конвергенція та Єднання (CiU) \| 28,1% \| 29,2% \| \| Соціалістична партія Каталонії (PSC) \| 32% \| 38,3% \| \| Народна партія (PP) \| 12,8% \| 10,2% \| \| Ініціатива за зелену Каталонію (IC) \| 7,1% \| 6,4% \| \| Республіканська лівиця Каталонії (ERC) \| 17,6% \| 15,2% \| \| Громадянська партія (C's) \| 0,9% \| 0,0% \| \| Інші \| 1,5% \| 0,7% \| |         |         |
| Вибори до Парламенту Каталонії |         |         |
| Рік | 2006 р. | 2003 р. |
| Конвергенція та Єднання (CiU) | 28,1%   | 29,2%   |
| Соціалістична партія Каталонії (PSC) | 32%     | 38,3%   |
| Народна партія (PP) | 12,8%   | 10,2%   |
| Ініціатива за зелену Каталонію (IC) | 7,1%    | 6,4%    |
| Республіканська лівиця Каталонії (ERC) | 17,6%   | 15,2%   |
| Громадянська партія (C's) | 0,9%    | 0,0%    |
| Інші | 1,5%    | 0,7%    |

У муніципальних виборах у 2007 р. взяло участь 846 осіб (у 2003 р. - 920 осіб). Голоси за політичні сили розподілилися таким чином:
| \| Муніципальні вибори \| Муніципальні вибори \| Муніципальні вибори \| \| Рік \| 2007 р. \| 2003 р. \| \| -------------------------------------- \| ------------------- \| ------------------- \| \| Конвергенція та Єднання (CiU) \| 21,7% \| 0,0% \| \| Соціалістична партія Каталонії (PSC) \| 70,8% \| 64,5% \| \| Народна партія (PP) \| 7,4% \| 2,4% \| \| Ініціатива за зелену Каталонію (IC) \| 0,0% \| 18,9% \| \| Республіканська лівиця Каталонії (ERC) \| 0,0% \| 0,0% \| \| Громадянська партія (C's) \| 0,0% \| 0,0% \| \| Інші \| 0,0% \| 14,2% \| |         |         |
| Муніципальні вибори |         |         |
| Рік | 2007 р. | 2003 р. |
| Конвергенція та Єднання (CiU) | 21,7%   | 0,0%    |
| Соціалістична партія Каталонії (PSC) | 70,8%   | 64,5%   |
| Народна партія (PP) | 7,4%    | 2,4%    |
| Ініціатива за зелену Каталонію (IC) | 0,0%    | 18,9%   |
| Республіканська лівиця Каталонії (ERC) | 0,0%    | 0,0%    |
| Громадянська партія (C's) | 0,0%    | 0,0%    |
| Інші | 0,0%    | 14,2%   |